# Elioneusz syn Kanterasa
Elioneusz syn Kanterasa (ur. I wiek, zm. przed 66) usunięty arcykapłan żydowski w latach 43-44, syn Szymona Kanterasa.
Mianowany przez króla Agryppę I. Prawdopodobnie był on jednym z niewielu arcykapłanów, który miał okazję złożyć ofiarę całopalną z czerwonej jałówki. Ceremonię tę nakazywała Księga Liczb w połączeniu z obrzędem rytualnego oczyszczenia.